# 斯坎德培廣場
斯坎德培廣場是阿爾巴尼亞首都地拉那市中心的重要地標之一。廣場命名於1968年，以阿爾巴尼亞民族英雄斯坎德培命名，總面積約40.000平方米，斯坎德培紀念碑在廣場中央。而廣場中央有一座斯坎德培騎馬的銅像，但事實上在共產主義時期並未建有相關銅像。
在意大利入侵阿爾巴尼亞期間，地拉那的城市規劃由Florestano Di Fausto和Armando Brasini在新文藝復興風格中設計，具有明確的角度解決方案和巨人訂購fascias。
地拉那國際大酒店、文拉宮文化宮，阿爾巴尼亞國家歌劇院和國家歌劇院國家歌劇院、國家圖書館、國家銀行、Ethem Bey清真寺、鐘樓、市政廳Ministry、運輸及基礎設施基礎設施部、農業部、經濟部、能源部以及國家歷史博物館皆位於斯坎德培廣場範圍附近。

### 历史
阿爾巴尼亞社會主義人民共和國時期這座廣場上曾建有眾多大樓，但後來突然被爆破，並在中央修建了噴泉，不過噴泉後來也被拆除。廣場上過去曾建有冷戰華沙條約東方集團的蘇聯領導人史達林和阿爾巴尼亞勞動黨領導人恩維爾·霍查的雕像，但在1991年2月阿爾巴尼亞共產主義政權正式倒台之後已即時被示威者推倒和拆除，現在廣場經過現時阿爾巴尼亞政府規劃及改建後以歐式風格和傳統阿爾巴尼亞風格為主調，並設有大面積的休嬉綠化用地和停車場。同時廣場也是地拉那以至整個阿爾巴尼亞的重要地標或象徵。

### 1991年至今

#### 2010年改善工程

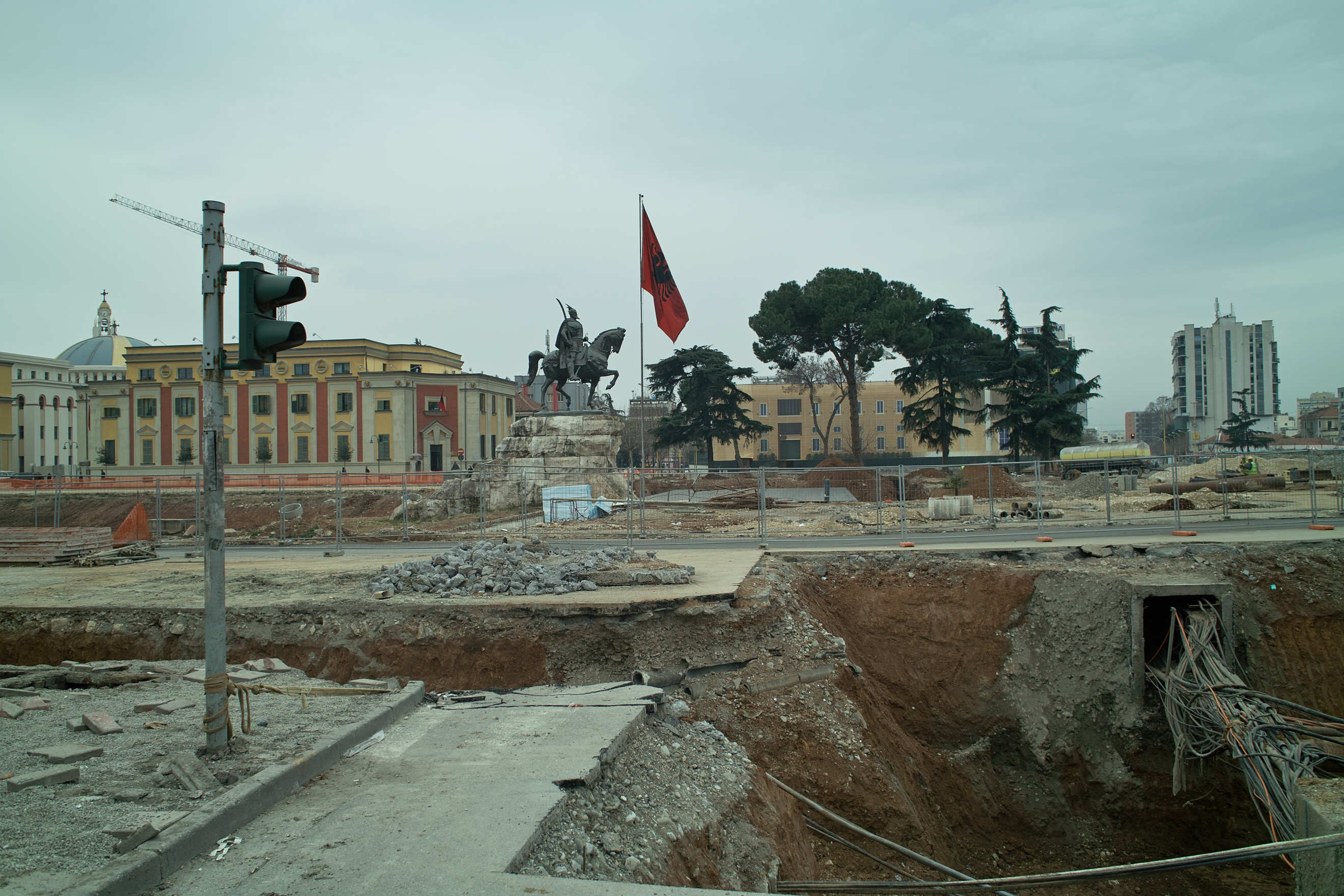
2010年改善工程

前地拉那市長埃迪·拉馬開始了斯坎德培廣場現代化和歐洲化廣場的計劃。2010年3月，開始將斯坎德培廣場範圍內和一帶轉變為能夠容納行人路和公共交通行駛地區。一個新的噴泉將收集雨水作為城市供水資源，建造一座兩米高的金字塔後，斯坎德培廣場的斜度為2.5％。在施工期間，圍繞斯坎德培廣場環繞的道路逐步改建成為永久性道路。而整個項目由科威特的贈款資助。

#### 2011年改善工程

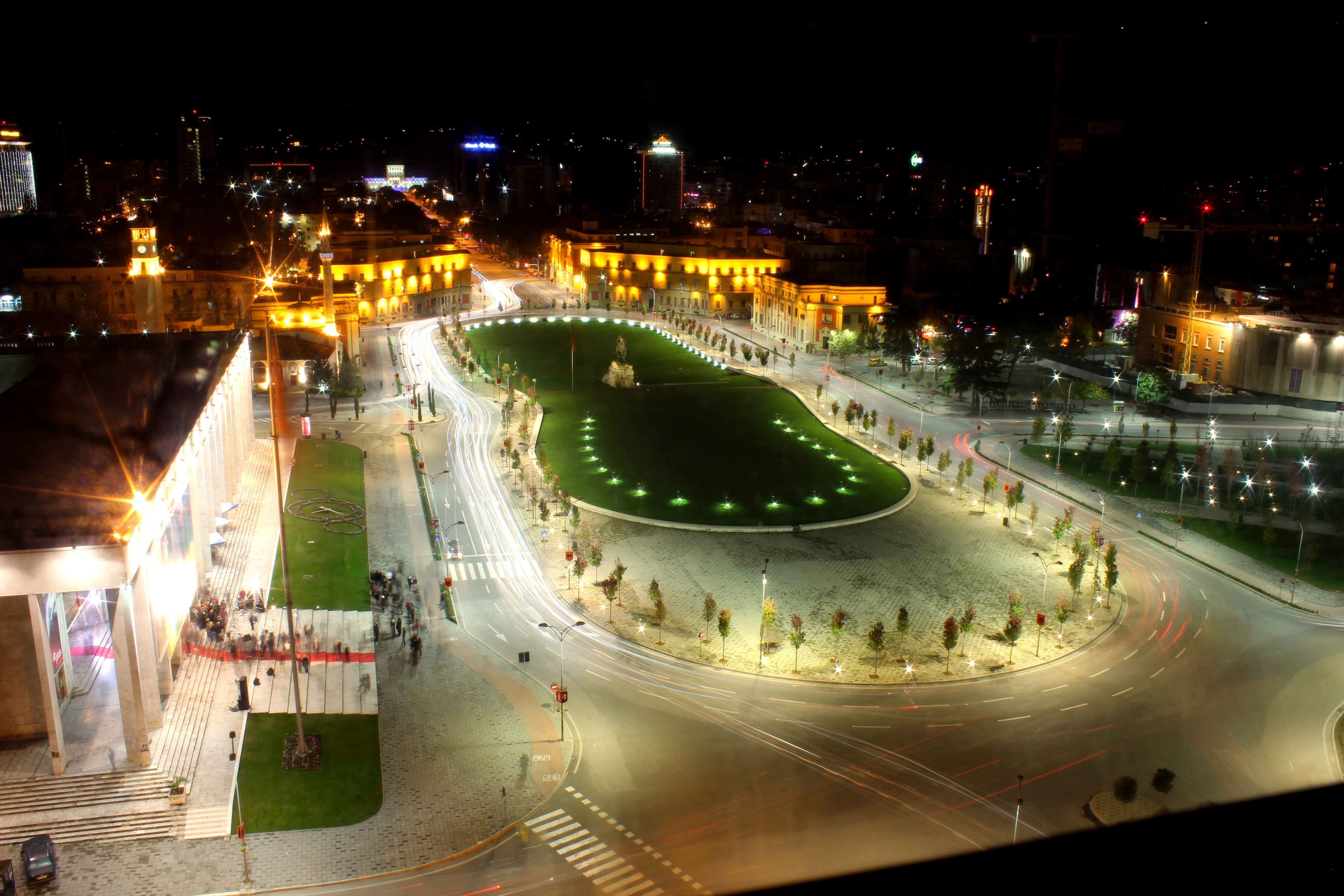
地拉那夜景

2011年9月，上一任地拉那市長埃迪·拉馬提出的計劃被廢除，新一任的市長盧爾齊姆·巴沙介紹了一個新計劃。所有汽車在斯坎德培廣場範圍內使用廣場中心附近建造一條較窄的馬路通過。斯坎德培雕像以南的綠化地帶向北延伸了幾百米，斯坎德培廣場大部分範圍種植了樹木。

#### 2016年改善工程

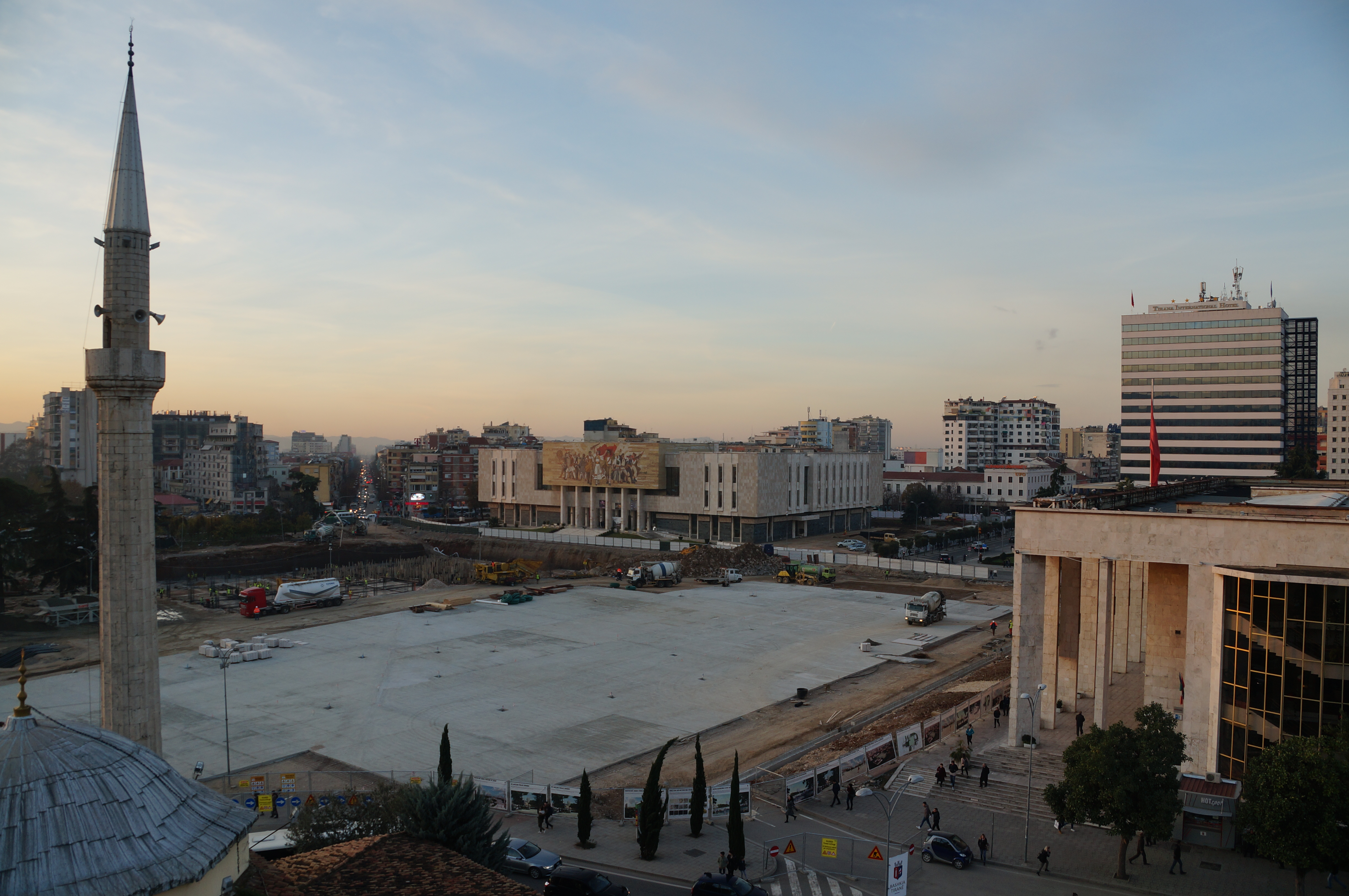
2016年改善工程

時任地拉那市長Erion Veliaj宣布，2010年的計劃將重新引入小的變化，例如廣場附近劃為更大的綠化地帶、增設地下停車場，以及設立一個從阿爾巴尼亞人種植的農產品的角落。而斯坎德培紀念碑背後的花園將恢復到2010年前的狀態。工程於2016年開始，整個廣場周圍環繞著馬路。一旦項目建成後，廣場將作為一個批發場地，在廣場上開放展示阿爾巴尼亞的環保概念。斯坎德培廣場還將作為當地農民批發市場，地拉那農村的農產品供應商會展示其有機產品。

## 相集

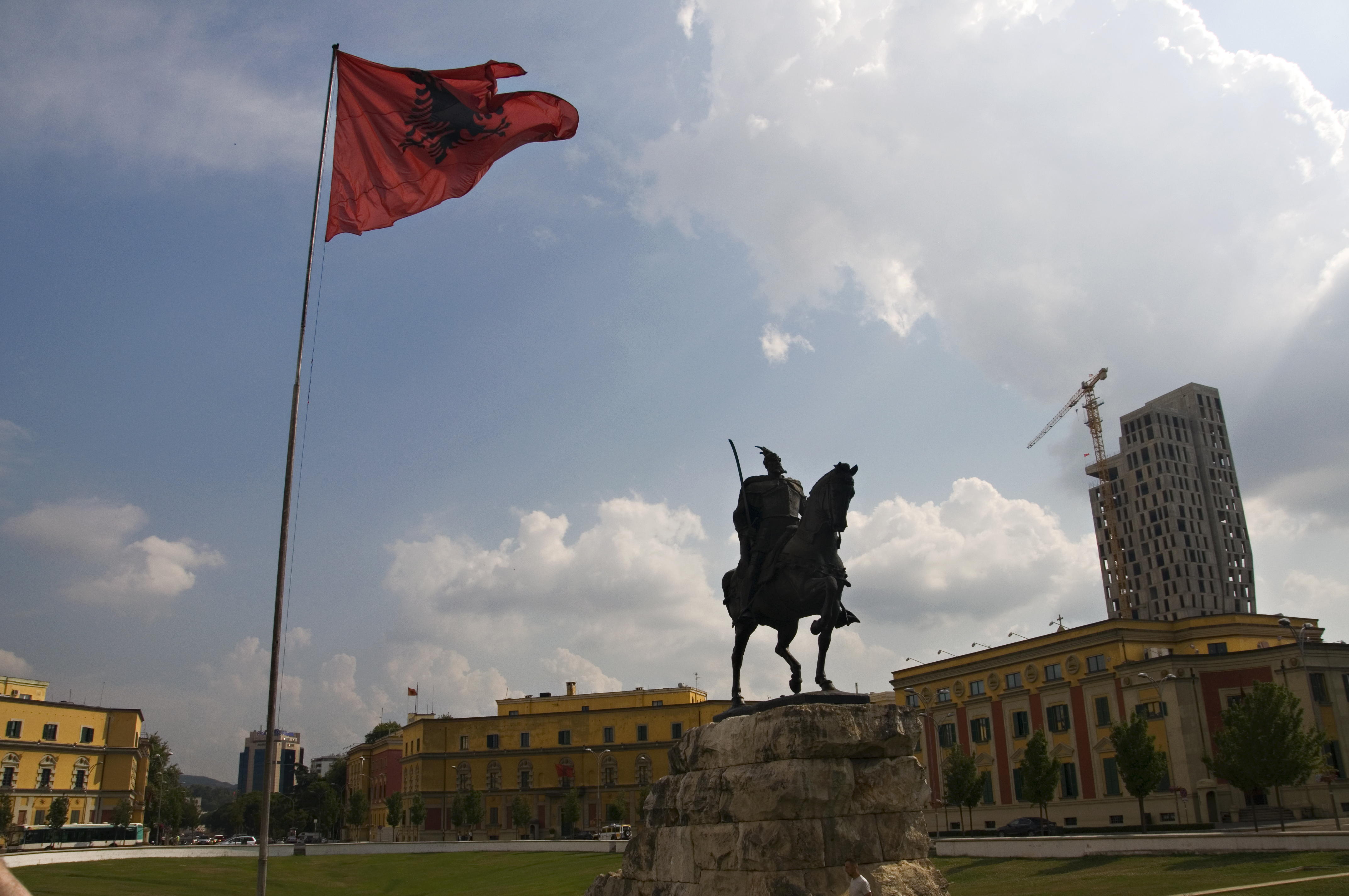
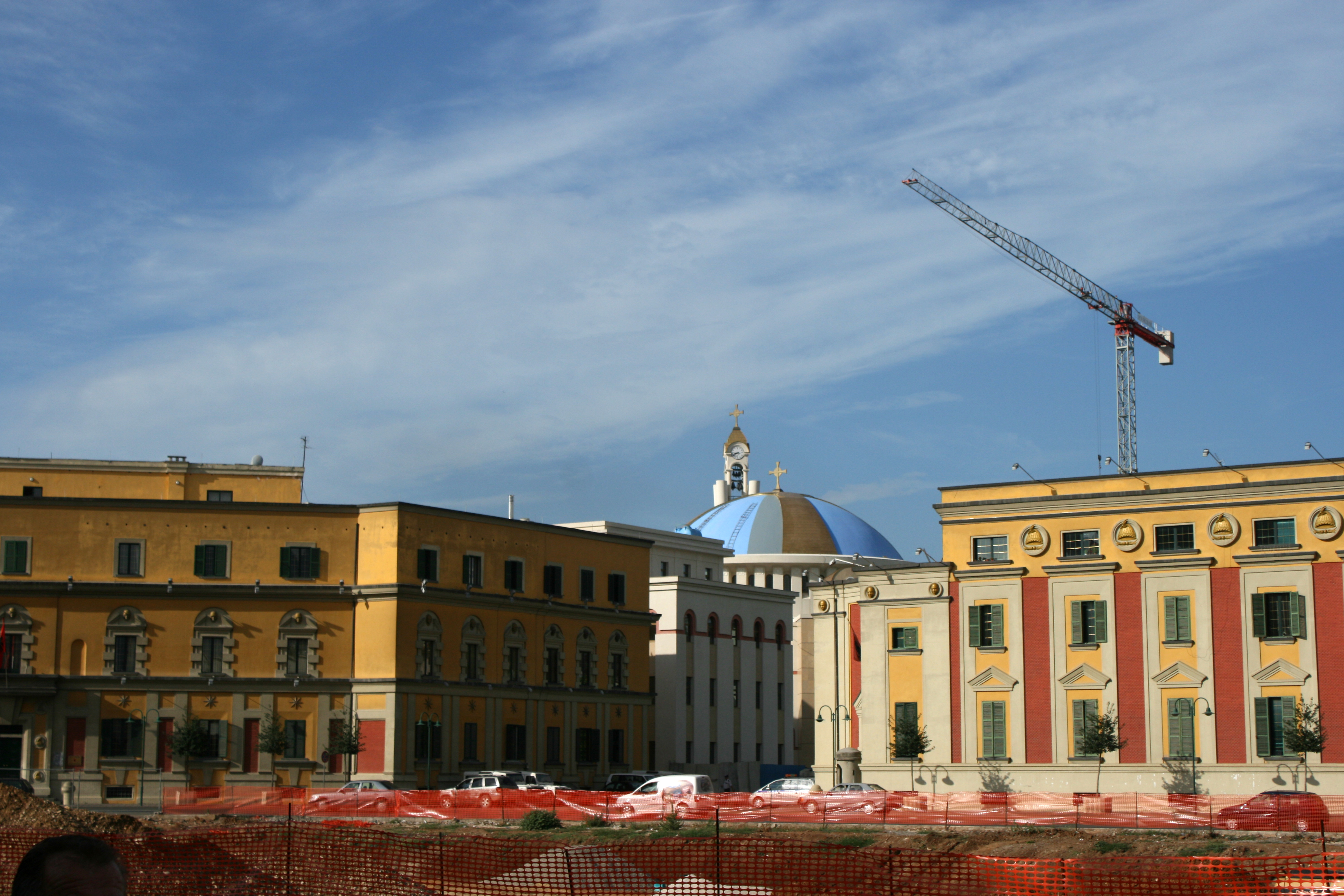
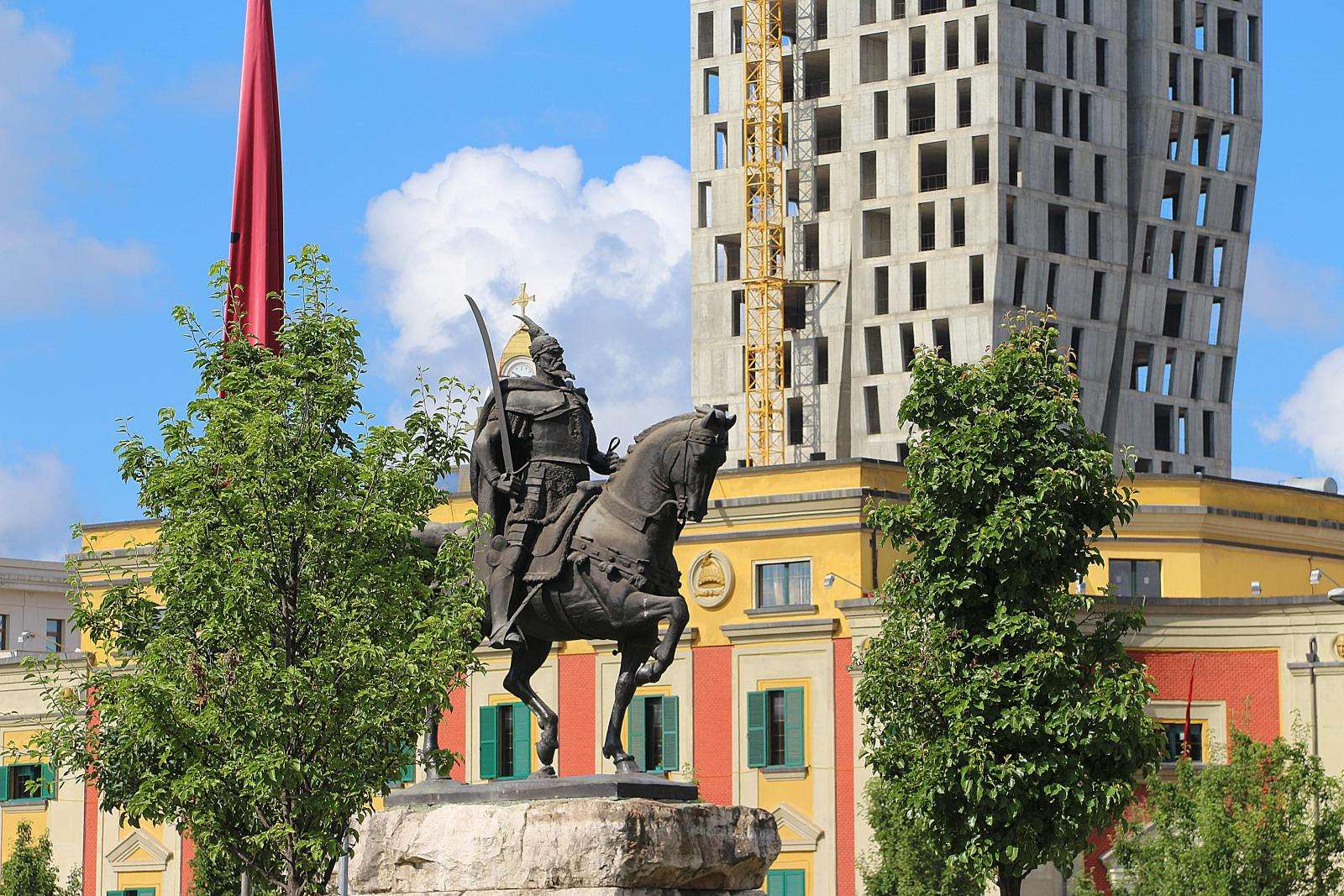
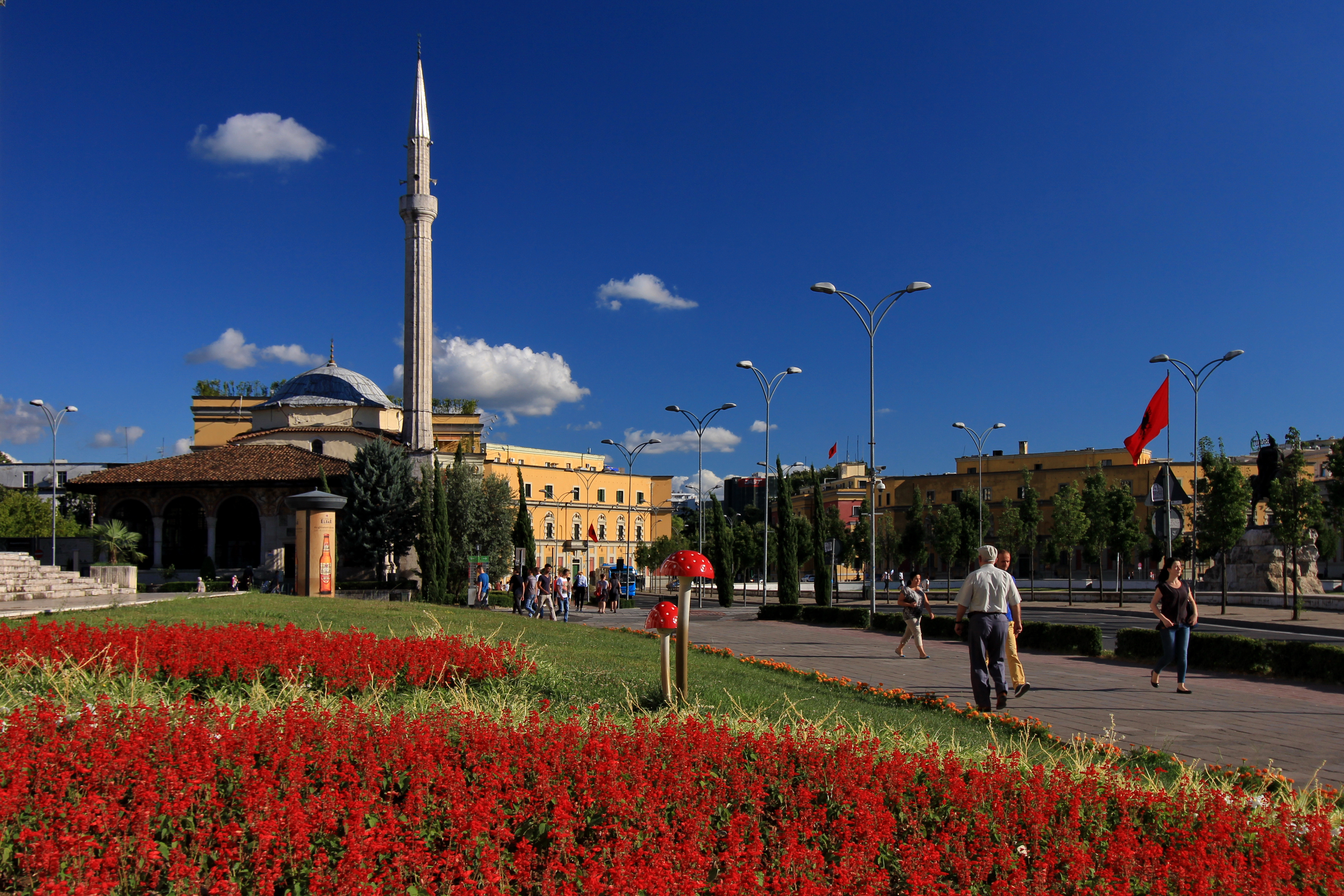
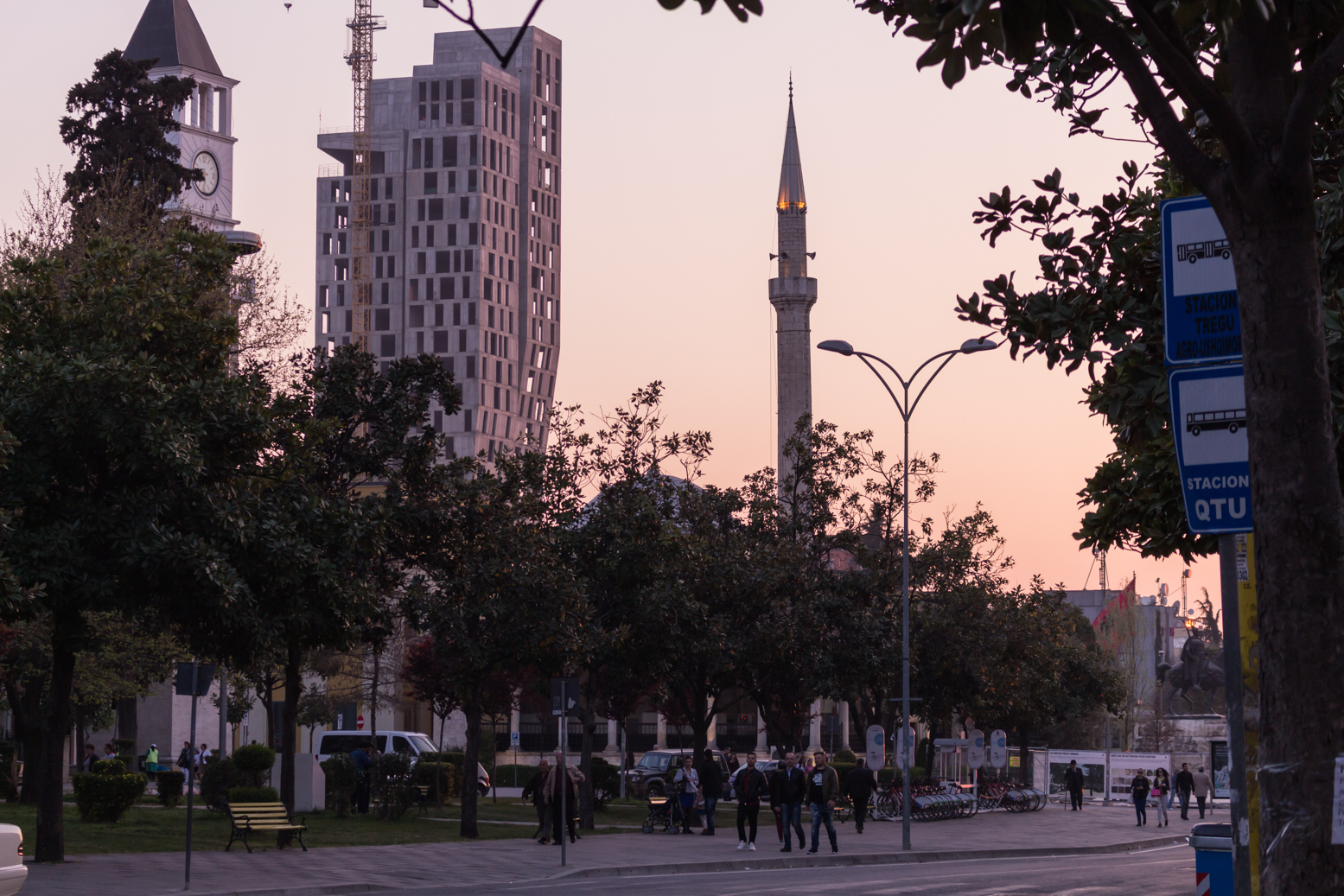
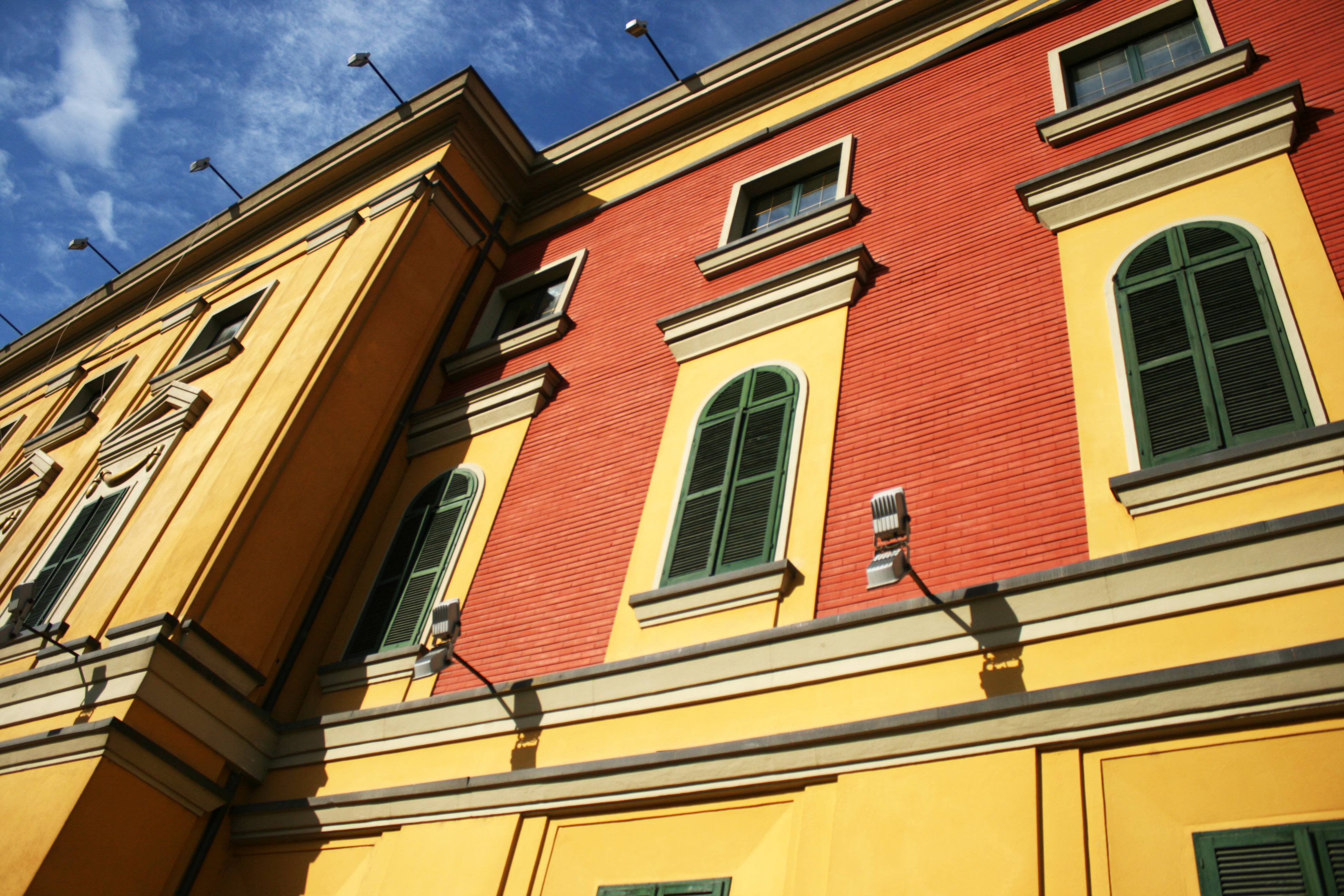
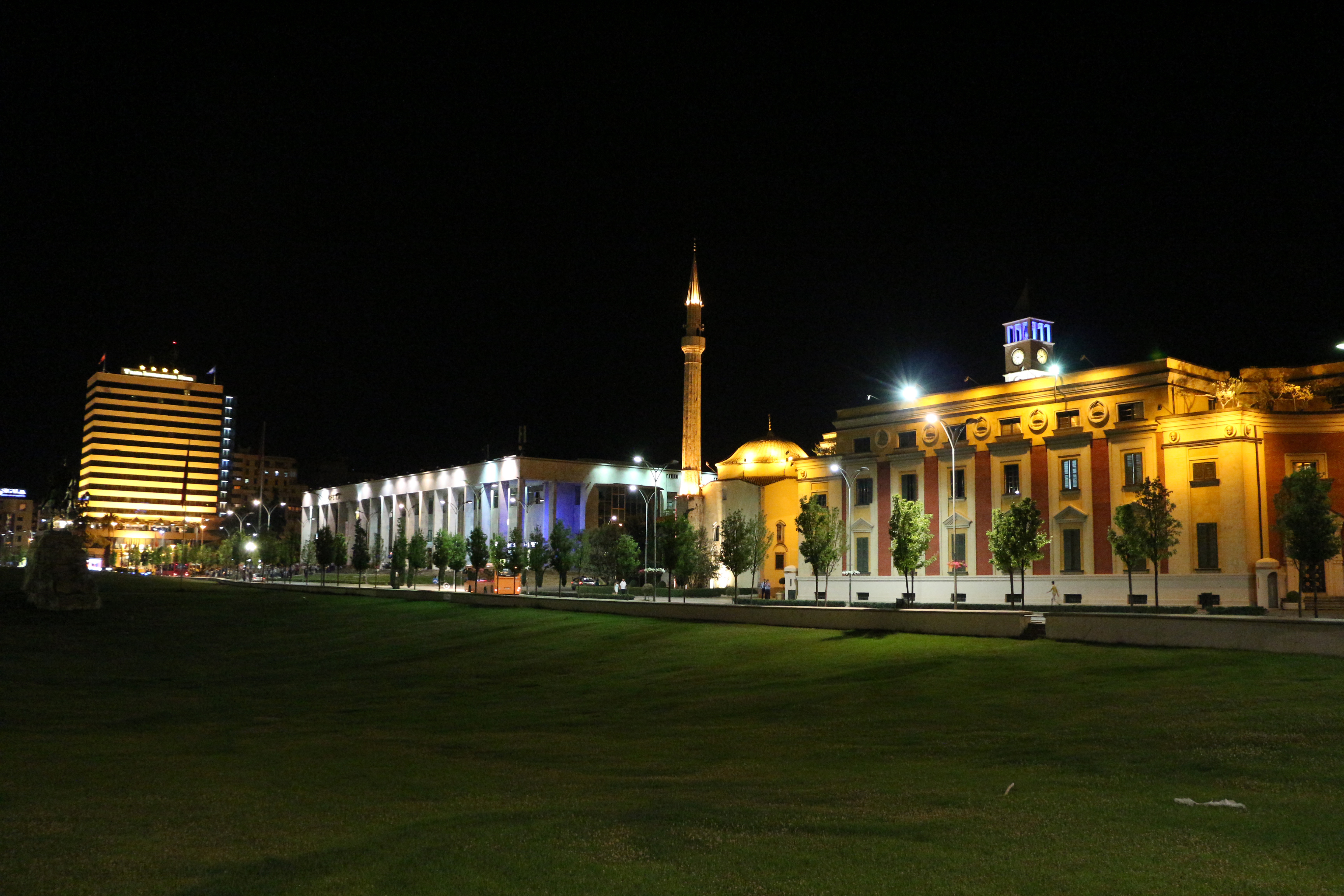
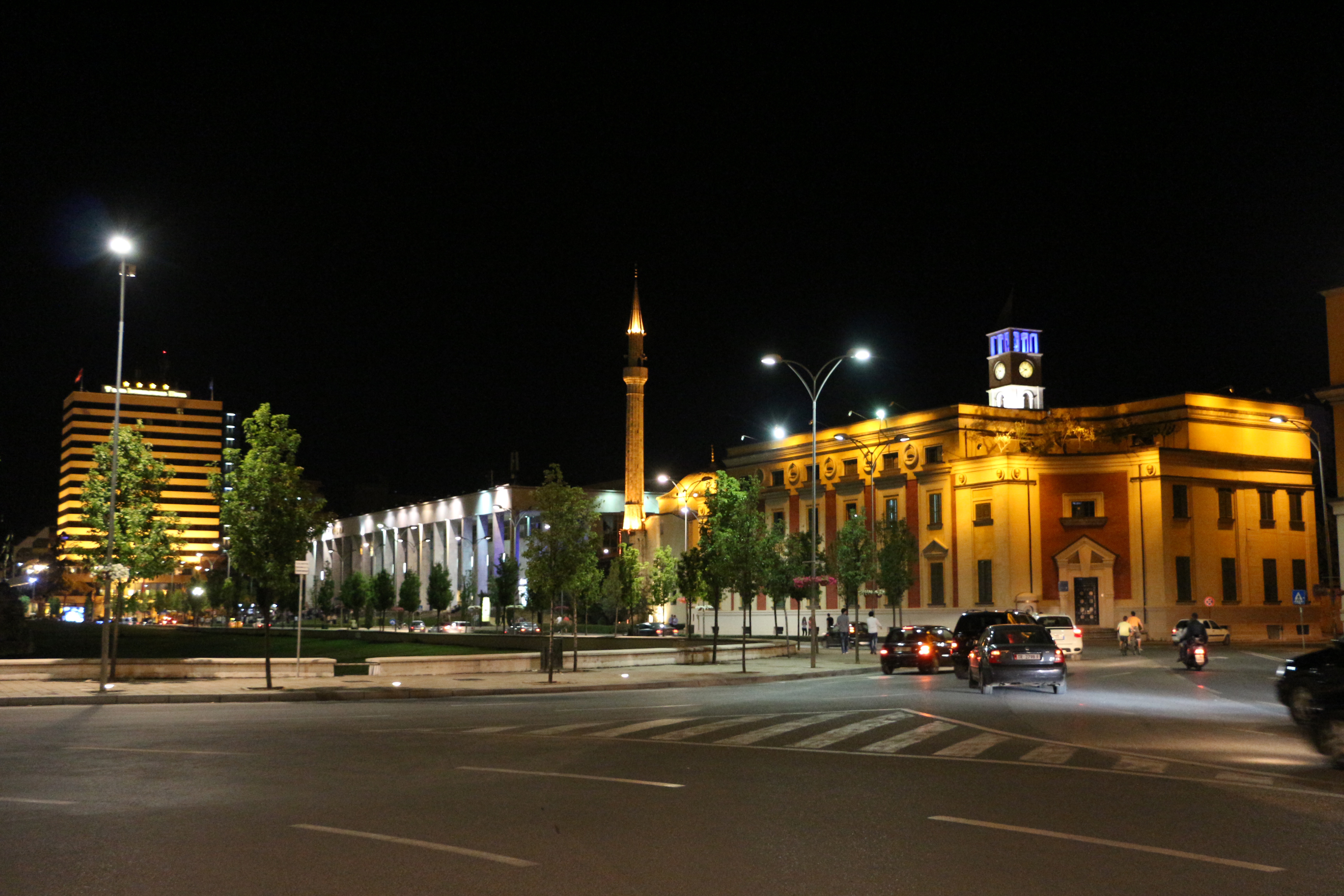
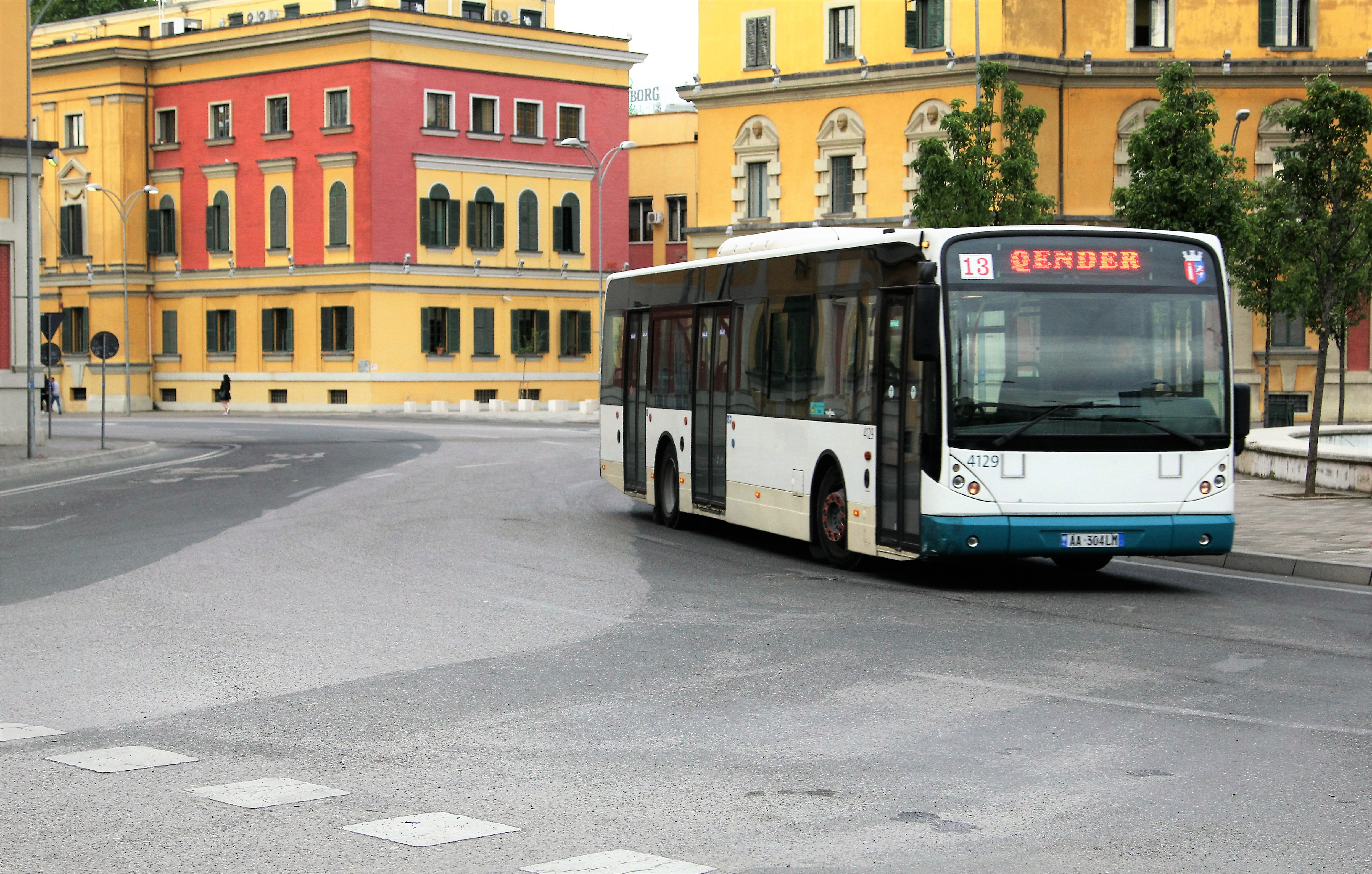
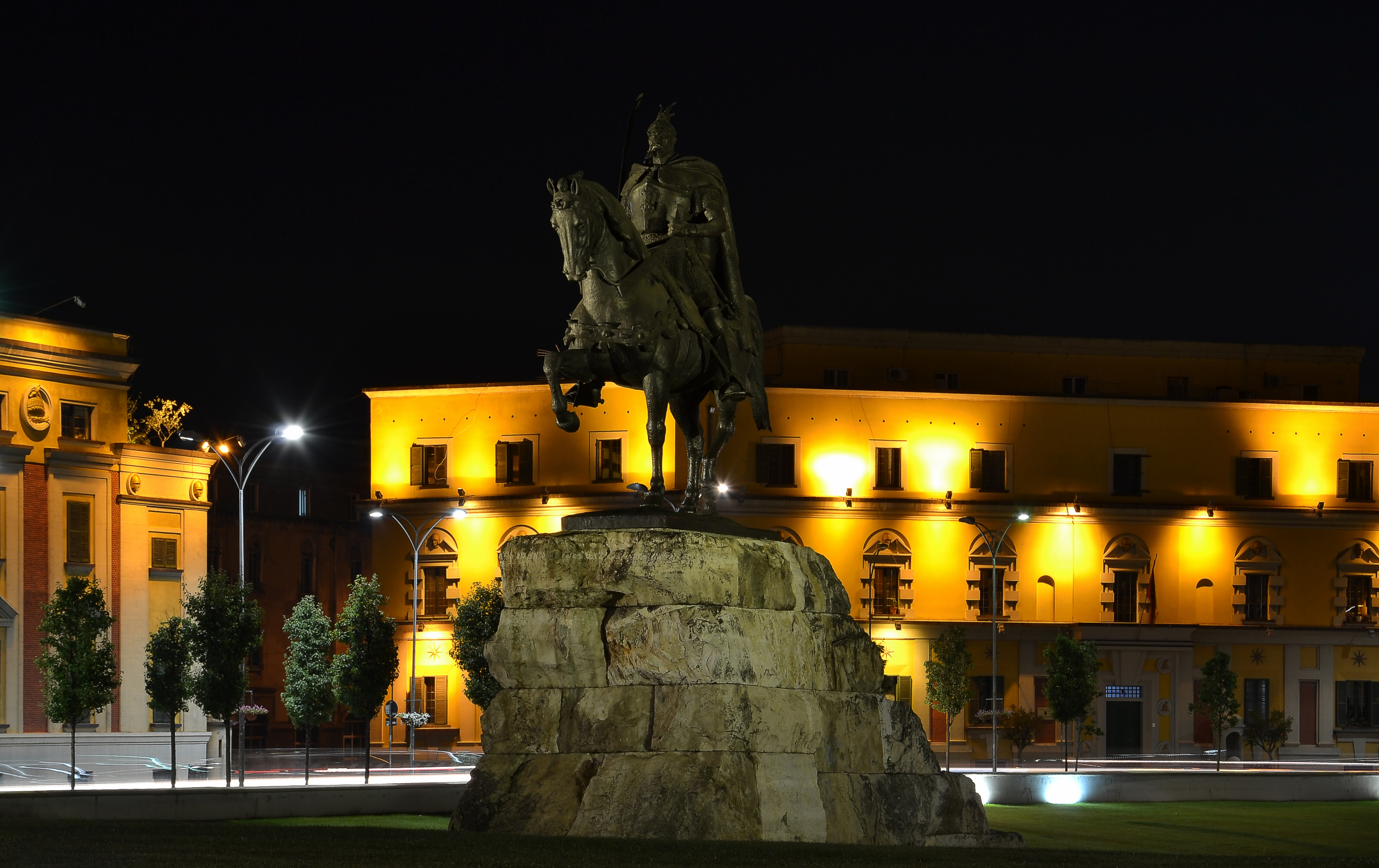
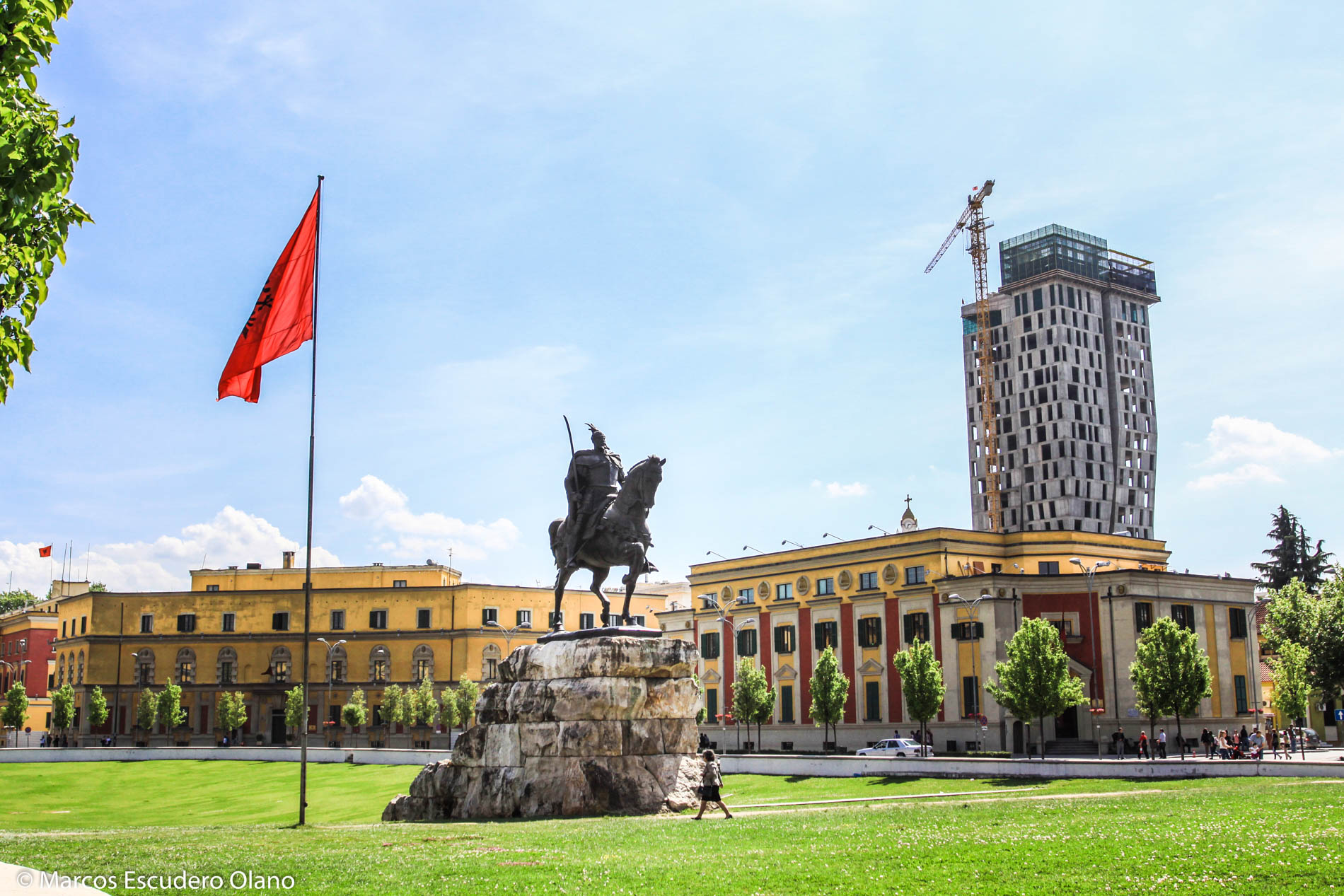
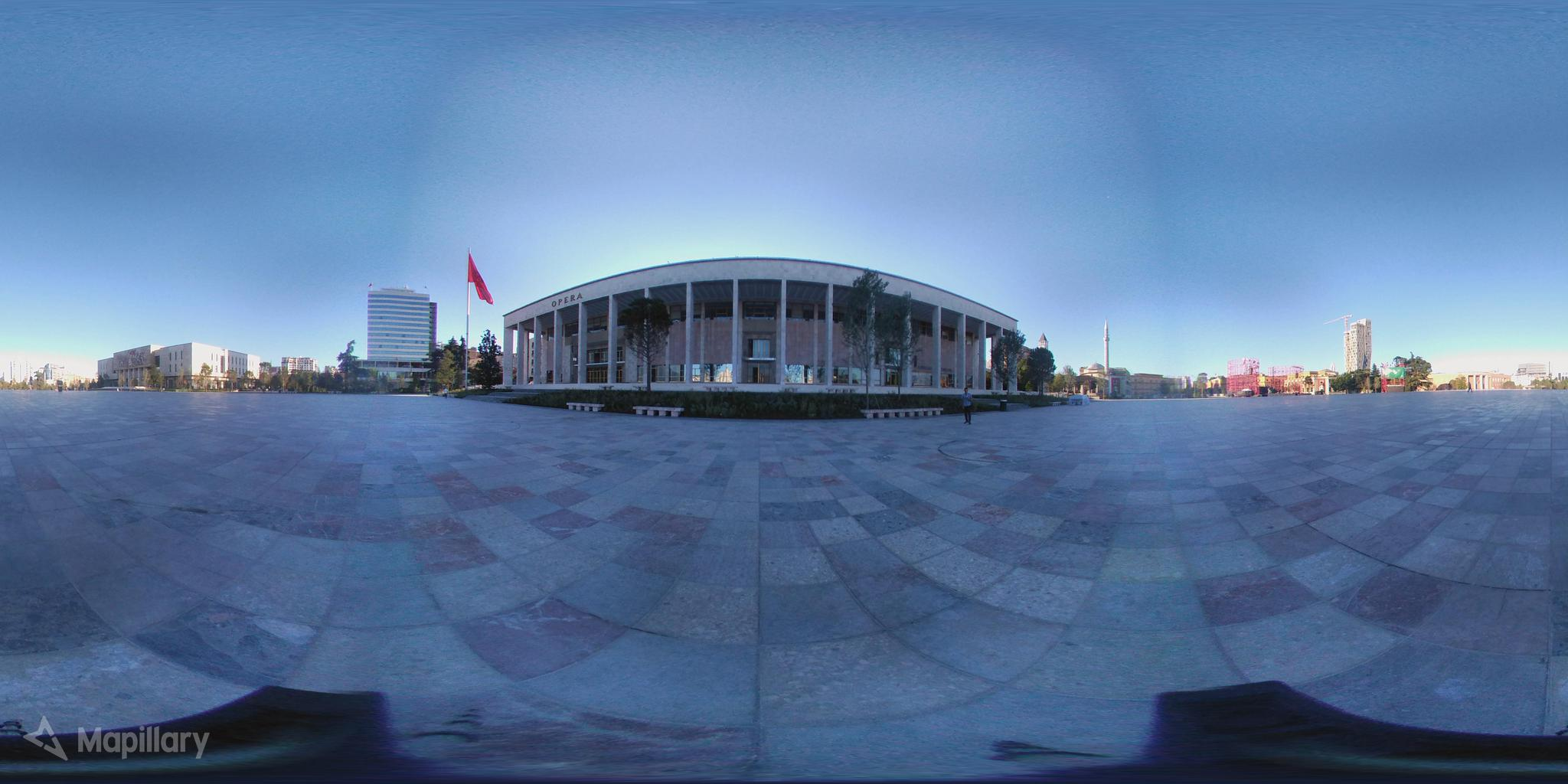
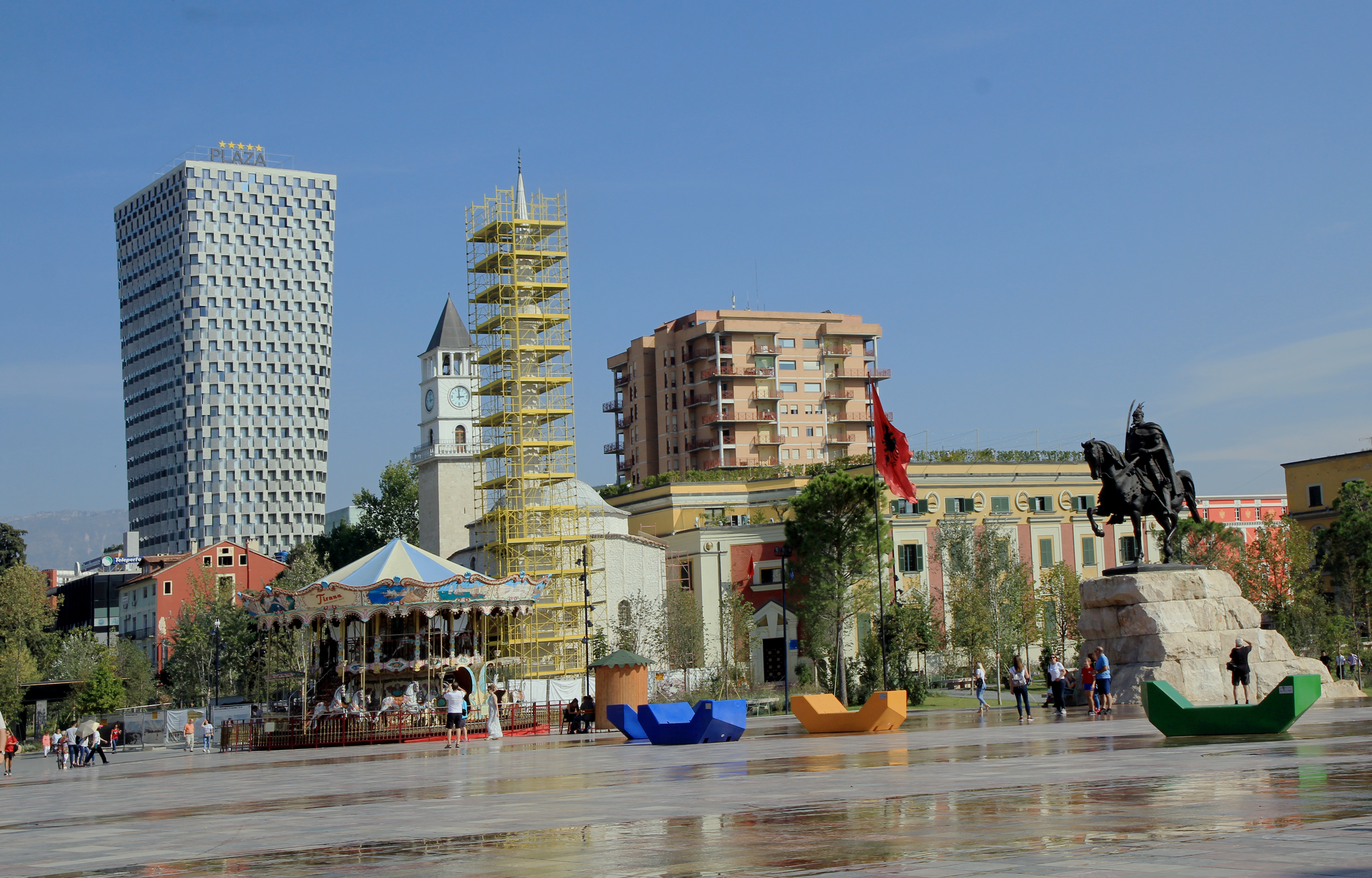